# Zakręcony piątek (film 2018)
Zakręcony piątek (ang. Freaky Friday) – amerykański film komediowy z kanonu Disney Channel Original Movies. Scenariusz filmu powstał na podstawie książki amerykańskiej autorki Mary Rodgers, wydanej w 1972 roku.
Premiera filmu odbyła się 10 sierpnia 2018 roku. Polska premiera filmu odbyła się 19 października 2018 roku na antenie Disney Channel.

## Opis fabuły
Matka, Katherine (Heidi Blickenstaff), i córka, Ellie (Cozi Zuehlsdorff), mają w życiu sporo problemów i każda z nich wyobraża sobie, jak problemy drugiej osoby mogą być trudniejsze. Dzięki magii, która pochodzi z klepsydry zmarłego ojca, Ellie i Katherine zamieniają się ciałami, dzięki czemu mogą zobaczyć, jak to jest być inną osobą.

## Obsada
- Cozi Zuehlsdorff – Ellie Blake
- Heidi Blickenstaff – Katherine Blake
- Jason Maybaum – Fletcher Blake
- Alex Désert – Mike Harper
- Ricky He – Adam
- Kahyun Kim – Torrey Min
- Dara Renee – Savannah
- Isaiah Lehtinen – Karl Carlson
- Jennifer LaPorte – Monica Yang
- Sarah Willey – Kitty
- Rukiya Bernard – dziennikarka Danielle
- Joshua Pak – fotograf Luis
- Lauren McGibbon – pani Meyers
- Dave Hurtubise – pan Blumen
- Gary Jones – dyrektor Ehrin
- Paula Burrows – pani Luckenbill
- Jag Arneja – Señor O'Brien

## Wersja polska
W wersji polskiej udział wzięli:
- Joanna Węgrzynowska-Cybińska – Katherine Blake
- Zofia Domalik – Ellie Blake
- Jakub Wieczorek – Mike Harper
- Karol Jankiewicz – Adam
- Jakub Strach – Fletcher Blake
- Otar Saralidze – Karl Carlson
- Karolina Bacia – Monica Yang
- Olga Omeljaniec – Torrey Min
- Justyna Kowalska – Savannah
- Anna Szymańczyk – Danielle
- Katarzyna Cygler – Pani Meyers
- Marek Robaczewski – Dyrektor Ehrin
- Juliusz Dzienkiewicz – Señor O'Brien
- Ewa Prus – Pani Luckenbill

W pozostałych rolach:
- Marta Dobecka
- Magdalena Kaczmarek
- Patryk Pawlak
- Marcin Stec
- Piotr Tołoczko
- Anna Wodzyńska

i inni
Reżyseria: Katarzyna Łęcka

Dialogi: Zofia Jaworowska

Dźwięk: Alina Behnke, Łukasz Fober, Sergio Pinilla Vásquez, Krzysztof Włodarski, Michał Wróblewski, Damian Zubczyński

Opracowanie: SDI Media Polska